# ماركو ويبر (متزلج سريع)
ماركو ويبر (بالألمانية: Marco Weber)‏ هو متزلج سريع ألماني، ولد في 28 سبتمبر 1982 في كيمنتس في ألمانيا.

## وصلات خارجية
- ماركو ويبر على موقع SpeedSkatingBase.eu (الإنجليزية)
- ماركو ويبر على موقع SpeedSkatingNews.info (الإنجليزية)
- ماركو ويبر على موقع SpeedSkatingStats.com (الإنجليزية)
- ماركو ويبر على موقع أوليمبيديا (الإنجليزية)